# Дурово (Кочёвский район)
Дурово — упразднённая деревня в Кочёвском районе Пермского края. Входила в состав Кочёвского сельского поселения. Исключена из учётных данных в 2023 году.

## География
Располагается юго-западнее районного центра, села Кочёво. Расстояние до районного центра составляет 9 км. По данным Всероссийской переписи населения 2010 года, в деревне проживало 7 человек (6 мужчин и 1 женщина).

## История
По данным на 1 июля 1963 года, в деревне проживало 102 человека. До конца 1962 года населённый пункт являлся административным центром Дуровского сельсовета, а в 1963 году деревня вошла в состав Кочёвского сельсовета.

## Население
| 2010 |
| ---- |
| 7    |

## Известные уроженцы
- Игнатий Николаевич Мошегов — коми-пермяцкий писатель.